# Walter Erasmy
Hans Walter Erasmy (* 13. November 1924 in Essen; † 23. Januar 1993 in Köln) war ein deutscher Journalist.

## Leben
Der Sohn eines Handwerksmeisters absolvierte die Oberrealschule und wurde nach dem Abitur zum Wehrdienst (1942) eingezogen. Nach Entlassung aus britischer Kriegsgefangenschaft begann Walter Erasmy 1946 zunächst als Reporter beim Nordwestdeutschen Rundfunk (NWDR) und nahm von Januar 1947 bis Mai 1947 an dem ersten Nachwuchsausbildungskurs der Rundfunkschule des NWDR teil. Es folgten Tätigkeiten für den NWDR und den Westdeutschen Rundfunk (WDR) als Reporter und Redakteur für die Hörfunkformate Echo des Tages und Zwischen Rhein und Weser.
Walter Erasmy zählte 1957 unter anderem neben Werner Höfer und Ernst Huberty zur Gründungsredaktion des neuen regionalen Fernsehnachrichtenmagazins Hier und Heute, dessen Chefredaktion er später übernahm. Im Jahr 1963 geriet Erasmy in dieser Funktion in die Schlagzeilen, als er die sogenannten Abendredakteurinnen, darunter Anneliese Fleyenschmidt und Ruth Kappelsberger, von der Präsentation der Sendung verbannte und nur noch männliche Redakteure für die Moderation einsetzte.
Im Verlauf seiner vielfältigen Tätigkeiten für den WDR bekleidete er in späteren Jahren auch die Positionen des Hauptabteilungsleiters „Regionale Informationen“ und des stellvertretenden Chefredakteurs für Politik und Zeitgeschehen. Von 1977 bis März 1988 moderierte er zudem die von ihm entwickelte Talksendung Mittwochs in… im WDR Fernsehen. Darüber hinaus sprach er regelmäßig den Kommentar in den Tagesthemen.
Walter Erasmy verstarb nach schwerem Leiden am 23. Januar 1993 in Köln.

## Ehrungen
Walter Erasmy wurde am 5. September 1988 mit dem Verdienstorden des Landes Nordrhein-Westfalen ausgezeichnet.